# 이나경 (바둑 기사)
이나경(李娜炅, 2008년 10월 30일 ~ )은 대한민국의 바둑 기사이다.

## 약력
전라남도 여수시 출신이다. 장수영 바둑도장에서 이춘규, 백찬희, 홍무진 사범의 바둑 지도를 받았다. 2019년, 우리금융그룹배 전국시도 어린이바둑대항전에 김요한과 함께 서울특별시 대표로 출전하여 우승을 차지했다. 이후 2022년 5월, 제57회 여자 입단대회를 통해 김희수, 고윤서와 함께 입단했다.